# سبايس ورلد (فلم)

## وصلات خارجية
- سبايس ورلد على موقع IMDb (الإنجليزية)
- سبايس ورلد على موقع ميتاكريتيك (الإنجليزية)
- سبايس ورلد على موقع الموسوعة البريطانية (الإنجليزية)
- سبايس ورلد على موقع روتن توميتوز (الإنجليزية)
- سبايس ورلد على موقع نتفليكس (الإنجليزية)
- سبايس ورلد على موقع قاعدة بيانات الأفلام العربية
- سبايس ورلد على موقع ألو سيني (الفرنسية)
- سبايس ورلد على موقع Turner Classic Movies (الإنجليزية)
- سبايس ورلد على موقع أول موفي (الإنجليزية)
- سبايس ورلد على موقع بوكس أوفيس موجو (الإنجليزية)

1. ↑  وصلة مرجع: http://www.jumpedtheshark.co.uk/movies-s/spice-world/.
2. ↑  وصلة مرجع: http://www.nordicposters.com/movieposter/Spice+Girls.
3. ↑  وصلة مرجع: http://www.allocine.fr/film/fichefilm_gen_cfilm=6539.html. الوصول: 8 أبريل 2016.